# Aleksandar Petrović (Regisseur)

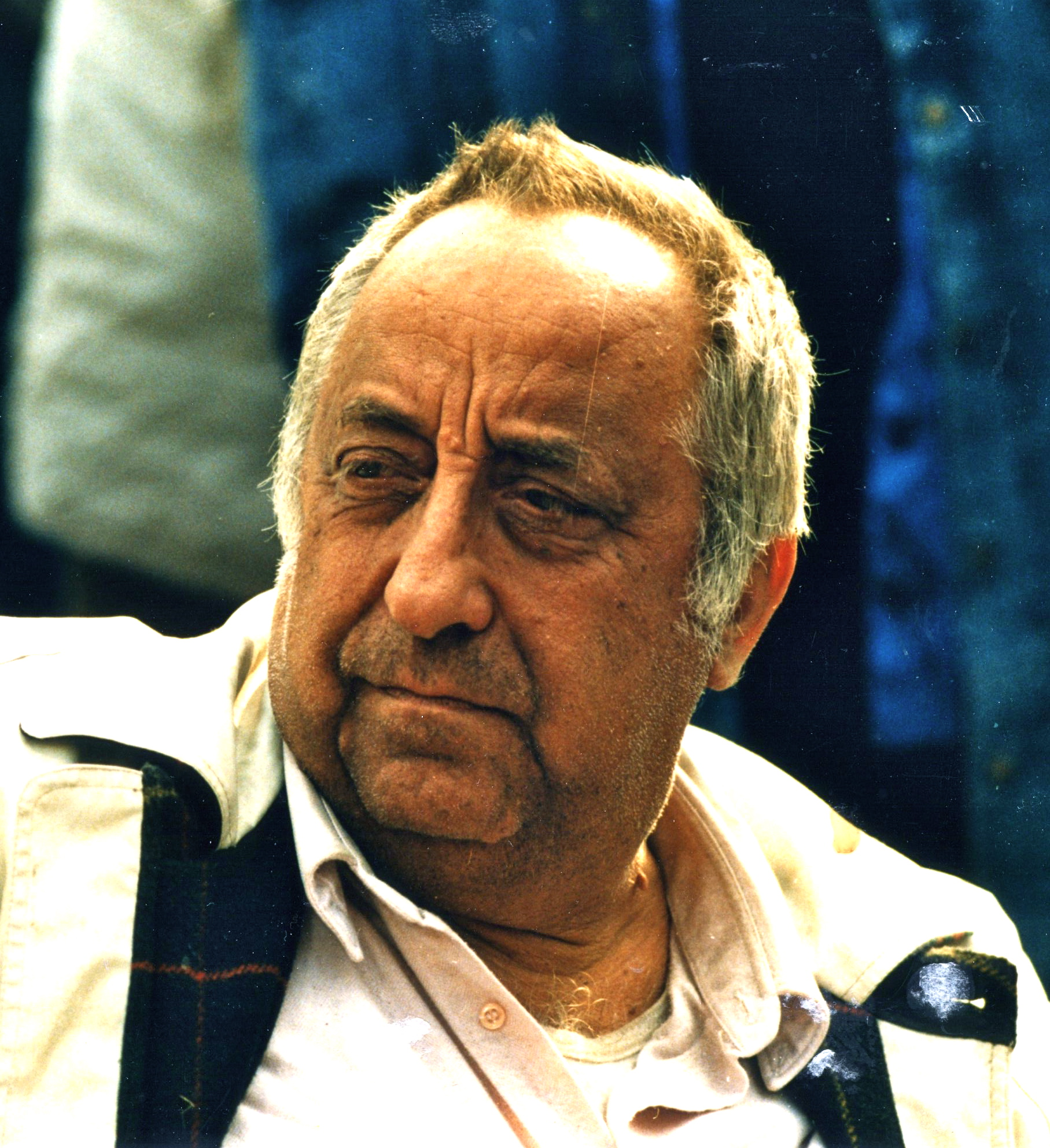
Aleksandar Petrović (1987)

Aleksandar „Saša“ Petrović (* 14. Januar 1929 in Paris; † 20. August 1994 ebenda) war ein jugoslawischer Filmregisseur.

## Leben
Petrovic studierte an der Universität Belgrad und war danach zunächst als Filmkritiker tätig. 1966 wurde sein Film Tri (Drei) für den Oscar als bester ausländischer Film nominiert. 1967 erhielt er wieder eine Oscar-Nominierung für Ich traf sogar glückliche Zigeuner („Skupljači perja“, wörtlich: Federnsammler, international bekannt als I Even Met Happy Gypsies; mit Bekim Fehmiu), für den er den Großen Preis der Jury beim Filmfestival Cannes erhielt. 1972 verfilmte er Michail Bulgakows Roman Der Meister und Margarita. Auf Druck der Regierung musste er seine Tätigkeit als Dozent an der Belgrader Filmakademie 1973 einstellen. Im deutschsprachigen Raum ist er bekannt für Gruppenbild mit Dame (1977, mit Romy Schneider), die Verfilmung des gleichnamigen Romans von Heinrich Böll. In Cannes wurde er viermal für die Goldene Palme nominiert (1962, 1967, 1969, 1977).

## Filmografie
- 1955: Uz druga je drug (Kurzfilm)
- 1956: Let nad močvarom (Kurzfilm)
- 1957: Petar Dobrović (Kurzfilm)
- 1958: Putevi  (Kurzfilm)
- 1958: Jedini izlaz
- 1960: Rat – ratu (Kurzfilm)
- 1961: Das Paar (Dvoje)
- 1963: Dani
- 1964: Zapisnik (Kurzfilm)
- 1965: Drei (Tri)
- 1965: Sabori (Kurzfilm)
- 1967: Ich traf sogar glückliche Zigeuner (Skupljači perja)
- 1968: Es regnet auf mein Dorf (Biće skoro propast sveta)
- 1972: Der Meister und Margarita (Majstor i Margarita)
- 1977: Gruppenbild mit Dame
- 1989: Seobe
- 1989: Seobe 2